# Sylvan Grove
Sylvan Grove – miasto w Stanach Zjednoczonych, w stanie Kansas, w hrabstwie Lincoln.